# Úřad pro publikace Evropské unie
Úřad pro publikace Evropské unie je interinstitucionální úřad, jehož cílem je zajišťovat vydávání publikací orgánů Evropské unie. Právní základ tvoří rozhodnutí 2009/496/ES, Euratom o organizaci a způsobu práce Úřadu pro publikace Evropské unie.
Vydává Úřední věstník Evropské unie ve 22 jazycích (je-li požadována irština, pak dokonce ve 23). Dále vydává či spoluvydává publikace v rámci komunikačních aktivit orgánů EU a poskytuje řadu služeb on-line, prostřednictvím kterých umožňuje bezplatný přístup k informacím o právu EU (EUR-Lex), publikacích EU (EU Bookshop), veřejných zakázkách EU (TED) nebo o výzkumu a vývoji v EU (CORDIS).